# العلاقات الأذربيجانية الفانواتية
العلاقات الأذربيجانية الفانواتية هي العلاقات الثنائية التي تجمع بين أذربيجان وفانواتو.

## مقارنة بين البلدين
هذه مقارنة عامة ومرجعية للدولتين:
| وجه المقارنة                                              | أذربيجان        | فانواتو                                  |
| --------------------------------------------------------- | --------------- | ---------------------------------------- |
| المساحة (كم2)                                             | 86.60 ألف       | 12.19 ألف                                |
| عدد السكان (نسمة)                                         | 10.00 مليون     | 276.24 ألف                               |
| الكثافة السكانية (ن./كم²)                                 | 115.47          | 22.66                                    |
| العاصمة                                                   | باكو            | بورت فيلا                                |
| اللغة الرسمية                                             | اللغة الأذرية   | اللغة البسلاما، لغة فرنسية، لغة إنجليزية |
| العملة                                                    | مانات أذربيجاني | فاتو فانواتي                             |
| الناتج المحلي الإجمالي (بليون دولار)                      | 40.75 مليار     | 862.88 مليون                             |
| الناتج المحلي الإجمالي (تعادل القوة الشرائية) بليون دولار | 171.56 مليار    | 790.76 مليون                             |
| الناتج المحلي الإجمالي الاسمي للفرد دولار أمريكي          | 5.50 ألف        | 2.81 ألف                                 |
| الناتج المحلي الإجمالي للفرد دولار أمريكي                 | 17.52 ألف       | 3.03 ألف                                 |
| مؤشر التنمية البشرية                                      | 0.751           | 0.594                                    |
| رمز المكالمات الدولي                                      | +994            | +678                                     |
| رمز الإنترنت                                              | .az             | .vu                                      |
| المنطقة الزمنية                                           | ت ع م+04:00     | ت ع م+11:00                              |

## منظمات دولية مشتركة
يشترك البلدان في عضوية مجموعة من المنظمات الدولية، منها:
| علم المنظمة | اسم المنظمة                        | تاريخ انضمام أذربيجان | تاريخ انضمام فانواتو |
| ----------- | ---------------------------------- | --------------------- | -------------------- |
|             | يونسكو                             | 3 يونيو 1992          | 10 فبراير 1994       |
|             | مؤسسة التمويل الدولية              | 11 أكتوبر 1995        | 28 سبتمبر 1981       |
|             | بنك التنمية الآسيوي                | 1999                  | 1981                 |
|             | منظمة حظر الأسلحة الكيميائية       | ?                     | ?                    |
|             | مؤسسة التنمية الدولية              | 31 مارس 1995          | 28 سبتمبر 1981       |
|             | وكالة ضمان الاستثمار متعدد الأطراف | 23 سبتمبر 1992        | 27 يوليو 1988        |
|             | الاتحاد البريدي العالمي            | ?                     | ?                    |
|             | الاتحاد الدولي للاتصالات           | 10 أبريل 1992         | 30 مارس 1988         |
|             | الأمم المتحدة                      | 2 مارس 1992           | 15 سبتمبر 1981       |
|             | البنك الدولي للإنشاء والتعمير      | 18 سبتمبر 1992        | 28 سبتمبر 1981       |

## وصلات خارجية
- موقع وزارة الخارجية الأذربيجانية